# Nafarroa Bai

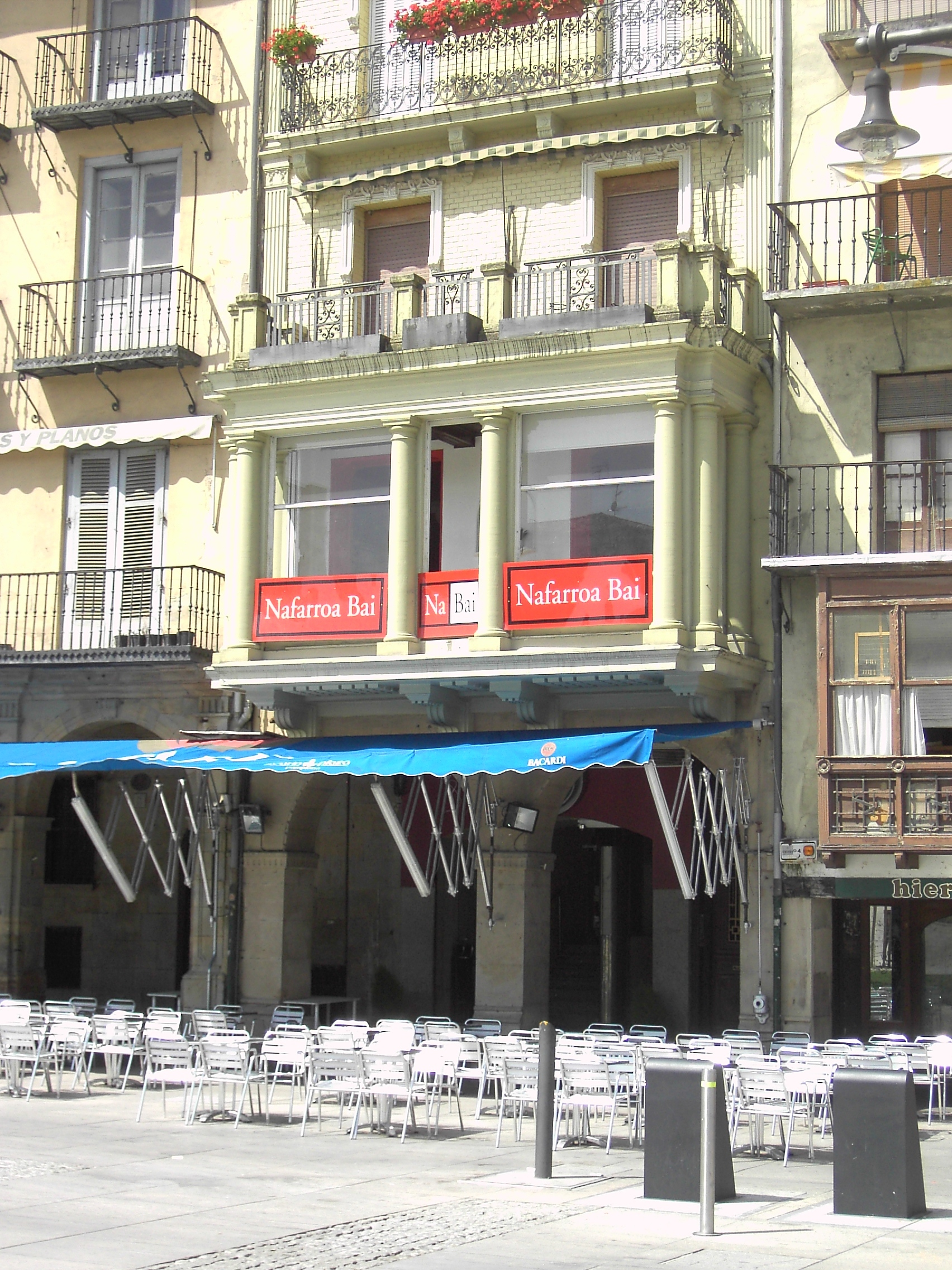
Zentrale von Nafarroa Bai in Pamplona

Nafarroa Bai (NaBai, baskisch für Ja zu Navarra ) auch Formación Navarra genannt, war ein Bündnis von Baskenland-orientierten Parteien in der spanischen Autonomen Gemeinschaft Navarra. Die Mitgliedsparteien Aralar und EAJ/PNV waren mehr oder weniger baskisch-nationalistisch orientiert. Daneben gehören dem Bündnis zahlreiche politisch linksorientierte Einzelpersonen aus Navarra an. Eusko Alkartasuna und Batzarre waren Gründungsmitglieder, verließen das Bündnis aber im Frühjahr 2011.
Erstes Ziel bei der Gründung dieser Formation war, für die Mitgliedsparteien und Einzelmitglieder bei den spanischen Parlamentswahlen 2004 einen der Sitze für Navarra im Abgeordnetenhaus der Cortes zu erreichen, was gelungen ist. Auf den Wahllisten von Nafarroa Bai traten keine Mitglieder der genannten Parteien, sondern nur unabhängige Kandidaten auf. Die Spitzenkandidatin Uxue Barkos, eine ehemalige Fernsehjournalistin des baskischen Fernsehens, sitzt nun für die Gruppierung im spanischen Parlament. Sie konnte ihr Mandat bei den Parlamentswahlen in Spanien 2008 verteidigen, bei der die Partei 62.073 Stimmen erhielt, was 18,53 % in Navarra und 0,24 % in Gesamtspanien entsprach.
Bei den Regionalwahlen 2007 erreichte die Partei 23,7 % der Stimmen und 12 Sitze im Parlament von Navarra, und etablierte sich so als zweite Kraft hinter Unión del Pueblo Navarro, der regionalen Schwesterpartei der PP (42,2 %). Die wichtigsten Politiker waren Patxi Zabaleta, Maiorga Ramírez und Uxue Barkos.
Bei den spanischen Parlamentswahlen 2008 wiederholte Nafarroa Bai die Ergebnisse von 2004 (18,5 %), belegte erneut den dritten Platz in der Autonomen Gemeinschaft und wiederholte seinen einzigen Sitz im spanischen Parlament.
Bis 2011 erschienen am Vorabend der Wahlkampagne neue Parteien und Koalitionen in die politische Szene, nachdem die Tribunale in Madrid über ihre Legalisierung entschieden hatten. Die Koalition löste sich dann auf, als Eusko Alkartasuna und Aralar sie verließen, und die Reste der Koalition wurden als Geroa Bai umgestaltet, diesmal nur von PNV und anderen kleineren Gruppen, angeführt von Uxue Barkos. Die Koalition wurde für die Parlamentswahlen 2011 nicht erneuert.